# Championnat d'Espagne de futsal
Le championnat d'Espagne de futsal, appelé 1a RFEF Futsal, est le championnat professionnel de futsal masculin de plus haut niveau de la Fédération royale espagnole de football.
Créé en 1989 sous le nom de División de honor, il devient Primera división en 2011 et reçoit en 2020 son nom actuel de 1a RFEF Futsal. Organisé annuellement, de l'été au printemps suivant, par le Comité national de la compétition professionnelle de futsal, il oppose seize clubs sur une phase régulière de trente journées (aller-retour) puis une phase finale à élimination directe pour les huit meilleurs.
L'Inter Fútbol Sala est le club le plus titré avec quatorze titres de champion et celui qui remporte le plus de sacres consécutifs (cinq entre 2014 et 2018).
L'Inter FS et ElPozo Murcie FS détiennent le record de longévité en ayant participé à toutes les éditions depuis 1989.

## Organisation

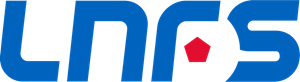
Logo de la Liga Nacional de Fútbol Sala, organisateur jusqu'en 2020.

À partir de 1989, la Liga Nacional de Fútbol Sala (LNFS) organise la première et la deuxième division du football en salle à la suite d'un accord avec la Fédération royale espagnole de football (RFEF).
À partir de la saison 2020-2021, les compétitions de l’élite du futsal espagnol passent sous la gestion du Comité Nacional de la competición profesionalizada de Fútbol Sala (Comité national de la compétition professionnelle de futsal) de la Fédération de football créé en 2020, à la suite du non-renouvellement de l’accord entre la RFEF et la LNFS. La Primera division devient la « 1a RFEF FUTSAL ».
Pour la saison 2020-2021, la fédération précise dans son règlement de la compétition que « Aucun type d’institution ou association en dehors de la RFEF ne pourra apparaître sur aucune des manches ».

## Clubs participants
À la suite du non-renouvellement de l’accord entre la RFEF et la LNFS en 2020, cette dernière continue de défendre les intérêts des clubs qui lui restent fidèles dans différents domaines juridiques ou commerciaux. Plusieurs clubs deviennent membres du Comité mis en place par la Fédération.
| Club                       | Ville             | Communauté autonome | Salle                      | Capacité | Équipementier | Résultats 2019-2020 | Affiliation 2020-2021 |
| -------------------------- | ----------------- | ------------------- | -------------------------- | -------- | ------------- | ------------------- | --------------------- |
| Jaén Paraíso Interior      | Jaén              | Andalousie          | La Salobreja               | 1 400    | Luanvi        | Quart de finaliste  | RFEF                  |
| Córdoba CF Futsal          | Cordoue           | Andalousie          | Vista Alegre               | 3 500    | Givova        | 14e                 | ?                     |
| Real Betis Futsal          | Séville           | Andalousie          | Amate                      | 1 750    | Kappa         | D2                  | LNFS                  |
| UMA Antequera              | Antequera         | Andalousie          | Fernando Argüelles         | 2 575    | Umbro         | D2                  | LNFS                  |
| Peñíscola Globeenergy      | Peñíscola         | valencienne         | Municipal de Peñiscola     | 1 200    | Kromex        | 11e                 | RFEF                  |
| Levante UD FS              | Valence           | valencienne         | Municipal de Paterna       | 1 600    | Macron        | Demi-finaliste      | LNFS                  |
| FC Barcelona               | Barcelone         | Catalogne           | Palau Blaugrana            | 7 585    | Nike          | Quart-de-finaliste  | RFEF                  |
| Industrias Santa Coloma    | Santa Coloma      | Catalogne           | Camp del Ferro (Barcelone) | 800      | Nike          | 12e                 | ?                     |
| Jimbee Cartagena FS        | Carthagène        | Murcie              | Palacio de los Deportes    | 5 000    | Hummel        | 9e                  | ?                     |
| ElPozo Murcia Costa Cálida | Murcie            | Murcie              | Palacio de Deportes        | 7 454    | Joma          | Quart de finaliste  | LNFS                  |
| Osasuna Magna Xota         | Pampelune         | Navarre             | Anaitasuna                 | 2 500    | Gios          | Quart de finaliste  | ?                     |
| Ribera Navarra             | Tudela            | Navarre             | Ciudad de Tudela           | 1 200    | Joma          | 13e                 | ?                     |
| Pescados Rubén Burela      | Burela            | Galice              | Vista Alegre               | 1 400    | Joma          | 16e                 | RFEF                  |
| O Parrulo Ferrol           | Ferrol            | Galice              | A Malata                   | 4 000    | Mercury       | 10e                 | ?                     |
| Movistar Inter             | Torrejón de Ardoz | Madrid              | Jorge Garbajosa            | 3 136    | Joma          | Champion            | RFEF                  |
| Palma Futsal               | Palma de Mallorca | Îles Baléares       | Son Moix                   | 3 800    | Umbro         | Demi-finaliste      | ?                     |
| Viña Albali Valdepeñas     | Valdepeñas        | Castille-La Manche  | Virgen de la Cabeza        | 2 000    | Joma          | Finaliste           | LNFS                  |
| Fútbol Emotion Zaragoza    | Saragosse         | Aragón              | Siglo XXI                  | 2 780    | Adidas        | 15e                 | LNFS                  |

## Format de la compétition
À l'issue de la saison régulière de trente journées, les huit premiers au classement se qualifient pour la phase finale, qui décide du vainqueur.
Les deux derniers de la saison régulière sont relégués en deuxième division.

## Palmarès

### Par saison
| Saison            | Champion                        | Vice-champion               | 1er phase rég.                          |
| División de honor | División de honor               | División de honor           | División de honor                       |
| ----------------- | ------------------------------- | --------------------------- | --------------------------------------- |
| 1989-1990         | Interviú Lloyd's                | Keralite Macer              | Système de groupes, pas de phase finale |
| 1990-1991         | Interviú Lloyd's (2)            | Marsanz Torrejón F. S.      | Système de groupes, pas de phase finale |
| 1991-1992         | Caja Toledo                     | ElPozo Murcia               | Système de groupes, pas de phase finale |
| 1992-1993         | Marsanz Torrejón F. S.          | Caja Castilla-La Mancha     | Système de groupes, pas de phase finale |
| 1993-1994         | Maspalomas Sol de Europa        | Caja Castilla-La Mancha     | Système de groupes, pas de phase finale |
| 1994-1995         | Pinturas Lepanto Zaragoza       | Interviú Boomerang          | Système de groupes, pas de phase finale |
| 1995-1996         | Interviú Boomerang (3)          | Toledart F. S.              | Papeles Beltrán Alcantarilla            |
| 1996-1997         | Castilla-La Mancha Talavera (2) | Playas de Castellón         | Playas de Castellón                     |
| 1997-1998         | ElPozo Murcia                   | Castilla-La Mancha Talavera | Caja Segovia                            |
| 1998-1999         | Caja Segovia                    | Industrias García           | Playas de Castellón                     |
| 1999-2000         | Playas de Castellón             | Castilla-La Mancha Talavera | Playas de Castellón                     |
| 2000-2001         | Playas de Castellón (2)         | Valencia Vijusa             | Playas de Castellón                     |
| 2001-2002         | Antena 3 Boomerang (4)          | Miró Martorell              | ElPozo Murcia                           |
| 2002-2003         | Boomerang Interviú (5)          | ElPozo Murcia               | Boomerang Interviú                      |
| 2003-2004         | Boomerang Interviú (6)          | ElPozo Murcia               | Boomerang Interviú                      |
| 2004-2005         | Boomerang Interviú (7)          | ElPozo Murcia Turística     | ElPozo Murcia Turística                 |
| 2005-2006         | ElPozo Murcia Turística (2)     | Polaris World Cartagena     | ElPozo Murcia Turística                 |
| 2006-2007         | ElPozo Murcia Turística (3)     | Boomerang Interviú          | ElPozo Murcia Turística                 |
| 2007-2008         | Interviú Fadesa (8)             | ElPozo Murcia Turística     | ElPozo Murcia Turística                 |
| 2008-2009         | ElPozo Murcia Turística (4)     | Inter Movistar              | ElPozo Murcia Turística                 |
| 2009-2010         | ElPozo Murcia Turística (5)     | M.R.A. Navarra              | ElPozo Murcia Turística                 |
| 2010-2011         | F. C. Barcelona Alusport        | Caja Segovia                | F. C. Barcelona Alusport                |
| Primera división  |                                 |                             |                                         |
| 2011-2012         | F. C. Barcelona Alusport (2)    | ElPozo Murcia               | ElPozo Murcia                           |
| 2012-2013         | F. C. Barcelona Alusport (3)    | ElPozo Murcia               | F. C. Barcelona Alusport                |
| 2013-2014         | Inter Movistar (9)              | ElPozo Murcia               | Inter Movistar                          |
| 2014-2015         | Inter Movistar (10)             | ElPozo Murcia               | Inter Movistar                          |
| 2015-2016         | Movistar Inter (11)             | F. C. Barcelona Lassa       | Movistar Inter                          |
| 2016-2017         | Movistar Inter (12)             | F. C. Barcelona Lassa       | Movistar Inter                          |
| 2017-2018         | Movistar Inter (13)             | F. C. Barcelona Lassa       | Movistar Inter                          |
| 2018-2019         | Barça Lassa (4)                 | ElPozo Murcia               | Barça Lassa                             |
| 2019-2020         | Movistar Inter (14)             | Viña Albali Valdepeñas      | Movistar Inter                          |
| 2020-2021         | FC Barcelone (5)                | Levante UD FS               | ElPozo Murcia                           |
| 2021-2022         | FC Barcelone (6)                | Palma Futsal                | FC Barcelone                            |
| 2022-2023         | FC Barcelone (7)                | Jaén Paraíso Interior       | Palma Futsal                            |
| 2023-2024         | Jimbee Cartagena (1)            | ElPozo Murcia               | FC Barcelone                            |

### Par club
| Club                      | Titres | Années du sacre                                                                      | Vice-champion |
| ------------------------- | ------ | ------------------------------------------------------------------------------------ | ------------- |
| Inter Fútbol Sala         | 14     | 1990, 1991, 1996, 2002, 2003, 2004, 2005, 2008, 2014, 2015, 2016, 2017, 2018 et 2020 | 3             |
| FC Barcelone              | 7      | 2011, 2012, 2013, 2019, 2021, 2022 et 2023                                           | 3             |
| ElPozo Murcia Turística   | 5      | 1998, 2006, 2007, 2009 et 2010                                                       | 10            |
| CLM Talavera              | 2      | 1992 et 1997                                                                         | 5             |
| Playas de Castellón FS    | 2      | 2000 et 2001                                                                         | 1             |
| Marsanz Torrejón          | 1      | 1993                                                                                 | 1             |
| Caja Segovia FS           | 1      | 1999                                                                                 | 1             |
| Maspalomas Sol Europa     | 1      | 1994                                                                                 | 0             |
| Pinturas Lepanto Zaragoza | 1      | 1995                                                                                 | 0             |
| Jimbee Cartagena          | 1      | 2024                                                                                 | 0             |

## Personnalités

### Meilleurs joueurs
| Joueurs           | Clubs              |
| ----------------- | ------------------ |
| Lenísio (it) (3)  | El Pozo Murcia (9) |
| Kike Boned (3)    | FC Barcelone (6)   |
| Sergio Lozano (3) | Inter FS (6)       |

| Meilleurs joueurs par saison | Meilleurs joueurs par saison | Meilleurs joueurs par saison |
| Saison                       | Meilleur joueur              | Club                         |
| ---------------------------- | ---------------------------- | ---------------------------- |
| 2021-2022                    | Sergio Lozano (3)            | FC Barcelone (7)             |
| 2020-2021                    | Pito                         | Inter FS (6)                 |
| 2019-2020                    | Adolfo                       | FC Barcelone (6)             |
| 2018-2019                    | Ferrão                       | FC Barcelone (5)             |
| 2017-2018                    | Gadeia                       | Inter Movistar (5)           |
| 2016-2017                    | Dyego                        | FC Barcelone (4)             |
| 2015-2016                    | Bruno Taffy                  | Palma Futsal                 |
| 2014-2015                    | Ricardinho (2)               | Inter Movistar (4)           |
| 2013-2014                    | Ricardinho                   | Inter Movistar (3)           |
| 2012-2013                    | Sergio Lozano (2)            | FC Barcelone (3)             |
| 2011-2012                    | Sergio Lozano                | FC Barcelone (2)             |
| 2010-2011                    | Miguelín                     | Fisiomedia Manacor           |
| 2009-2010                    | Vinicius (2)                 | El Pozo Murcia (9)           |
| 2008-2009                    | Vinicius                     | El Pozo Murcia (8)           |
| 2007-2008                    | Luis Amado                   | Inter Movistar (2)           |
| 2006-2007                    | Kike Boned (3)               | El Pozo Murcia (7)           |
| 2005-2006                    | Kike Boned (2)               | El Pozo Murcia (6)           |
| 2004-2005                    | Lenísio (it) (3)             | El Pozo Murcia (5)           |
| 2003-2004                    | Lenísio (it) (2)             | El Pozo Murcia (4)           |
| 2002-2003                    | Lenísio (it)                 | El Pozo Murcia (3)           |
| 2001-2002                    | Kike Boned                   | El Pozo Murcia (2)           |
| 2000-2001                    | Javi Rodríguez               | Playas de Castellón FS       |
| 1999-2000                    | Joan Linares                 | CLM Talavera                 |
| 1998-1999                    | Daniel Ibañes                | Caja Segovia FS              |
| 1997-1998                    | Cupim                        | El Pozo Murcia               |
| 1996-1997                    | Javi Lorente                 | CLM Talavera (2)             |
| 1995-1996                    | Jesús Clavería               | Inter Movistar               |
| 1994-1995                    | Santi Herero                 | Pinturas Lepanto             |
| 1993-1994                    | Alesio                       | FC Barcelone                 |
| 1992-1993                    | Chico Lins                   | Caja Castilla – La Mancha    |

### Meilleurs buteurs
| Joueurs           | Clubs              |
| ----------------- | ------------------ |
| Paulo Roberto (4) | El Pozo Murcia (8) |
| Dani Salgado (3)  | FC Barcelone (4)   |
| Ferrão (3)        | deux clubs (3)     |

| Meilleurs buteurs par saison | Meilleurs buteurs par saison | Meilleurs buteurs par saison              | Meilleurs buteurs par saison |
| Saison                       | Joueur                       | Club                                      | Buts                         |
| ---------------------------- | ---------------------------- | ----------------------------------------- | ---------------------------- |
| 2020-2021                    | Tomas Drahovsky              | Industrias Santa Coloma (2)               | 29                           |
| 2019-2020                    | Adolfo & Chino (2)           | FC Barcelone (4) & Viña Albali Valdepeñas | 26                           |
| 2018-2019                    | Ferrão (3) & Chino           | FC Barcelone (3)                          | 38                           |
| 2017-2018                    | Ferrão (2)                   | FC Barcelone (2)                          | 33                           |
| 2016-2017                    | Ferrão                       | FC Barcelone                              | 37                           |
| 2015-2016                    | Juan Carlos                  | Peñíscola RehabMedic                      | 34                           |
| 2014-2015                    | Dani Salgado (3)             | Catgas E. Santa Coloma (3)                | 48                           |
| 2013-2014                    | Dani Salgado (2)             | Catgas E. Santa Coloma (2)                | 34                           |
| 2012-2013                    | Dani Salgado                 | Catgas E. Santa Coloma                    | 44                           |
| 2011-2012                    | Esquerdinha                  | El Pozo Murcia (8)                        | 46                           |
| 2010-2011                    | Betao (2)                    | Inter Movistar (2)                        | 37                           |
| 2009-2010                    | Wilde (2)                    | El Pozo Murcia (7)                        | 47                           |
| 2008-2009                    | Wilde                        | El Pozo Murcia (6)                        | 46                           |
| 2007-2008                    | Betao                        | Lobelle de Santiago                       | 32                           |
| 2006-2007                    | Schumacher                   | Boomerang Interviú                        | 30                           |
| 2005-2006                    | Fernandao                    | Miró Martorell                            | 51                           |
| 2004-2005                    | Lenísio (it) (2)             | El Pozo Murcia (5)                        | 68                           |
| 2003-2004                    | Lenísio (it)                 | El Pozo Murcia (4)                        | 69                           |
| 2002-2003                    | Paulo Roberto (4)            | El Pozo Murcia (3)                        | 64                           |
| 2001-2002                    | Daniel Ibañes                | Caja Segovia FS (3)                       | 52                           |
| 2000-2001                    | Paulo Roberto (3)            | El Pozo Murcia (2)                        | 72                           |
| 1999-2000                    | Joan Linares (2)             | CLM Talavera (3)                          | 68                           |
| 1998-1999                    | Marcelo                      | Industrias García                         | 56                           |
| 1997-1998                    | Joan Linares                 | CLM Talavera (2)                          | 57                           |
| 1996-1997                    | Paulo Roberto (2)            | El Pozo Murcia                            | 62                           |
| 1995-1996                    | Elías (2)                    | Caja Segovia FS (2)                       | 71                           |
| 1994-1995                    | Edesio                       | Garvey Jerez                              | 59                           |
| 1993-1994                    | Martín                       | Maspalomas Sol Europa                     | 77                           |
| 1992-1993                    | Paulo Roberto                | Redislogar                                | 44                           |
| 1992-1993                    | Marcos Sorato                | CCLM                                      | 44                           |
| 1991-1992                    | Elías                        | Caja Segovia FS                           | 60                           |

## Rivalités entre club
Il existe plusieurs oppositions particulièrement suivies par les médias et supporters :
- le « Classique » entre ElPozo Murcie et l’Inter FS[3] ;
- le « Derby maximum » entre les voisins ElPozo et le Cartagena Fútbol Sala[3] ;
- les rencontres FC Barcelone-ElPozo gagnent en médiatisation dans les années 2010, les deux clubs s'affrontant durant plusieurs finales nationales voire européennes en 2020[3].

## Médiatisations
Sous l'organisation de la LNFS, cette dernière crée un modèle économique basé sur les partenariats, notamment audiovisuels. Un contrat est signé en septembre 2018 avec la chaîne LaLigaSportsTV. Elle y vend les droits audiovisuels des matchs jusqu’à la saison 2022-2023.
À la suite du non-renouvellement de l’accord entre la RFEF et la LNFS en 2020, en novembre de la même année, la LNFS notifie « à la RFEF et à la télévision espagnole la non-autorisation de la diffusion dudit match sans avoir l’accord de l’opérateur qui détient ses droits, en l’occurrence LaLiga » à propos d'une rencontre la onzième journée en retard de la Primera division.